# Medallero en los Juegos Asiáticos de la Juventud 2013
El medallero de los Juegos Asiáticos de la Juventud Nankín 2013 presenta todas las medallas que se entregaron a los deportistas ganadores de las competiciones disputadas en dicho evento.
Las medallas apareceren agrupadas por los Comités Olímpicos Nacionales participantes y se ordenarán de forma decreciente contando las medallas de oro obtenidas; en caso de haber empate, se ordena de igual forma contando las medallas de plata y, en caso de mantenerse la igualdad, se cuentan las medallas de bronce. Si dos equipos tienen la misma cantidad de medallas de oro, plata y bronce, se listan en la misma posición y se ordenan alfabéticamente. Compitieron 45 países en esta edición.
| Núm. | País            | Oro | Plata | Bronce | Total |
| ---- | --------------- | --- | ----- | ------ | ----- |
| 1    | China           | 46  | 23    | 24     | 93    |
| 2    | Corea del Sur   | 25  | 13    | 14     | 52    |
| 3    | Japón           | 7   | 5     | 6      | 18    |
| 4    | Tailandia       | 6   | 15    | 16     | 37    |
| 5    | China Taipéi    | 6   | 11    | 13     | 30    |
| 6    | Singapur        | 5   | 12    | 6      | 23    |
| 7    | Vietnam         | 5   | 4     | 2      | 11    |
| 8    | Malasia         | 4   | 6     | 7      | 17    |
| 9    | Corea del Norte | 4   | 2     | 5      | 11    |
| 10   | Equipo Mixto    | 3   | 4     | 7      | 14    |
| 11   | Hong Kong       | 2   | 5     | 13     | 20    |
| 12   | Filipinas       | 2   | 3     | 0      | 5     |
| 13   | Kazajistán      | 1   | 4     | 8      | 13    |
| 14   | Uzbekistán      | 1   | 2     | 5      | 8     |
| 15   | Indonesia       | 1   | 2     | 2      | 5     |
| 16   | Catar           | 1   | 2     | 0      | 3     |
| 17   | Arabia Saudita  | 1   | 0     | 0      | 1     |
| 17   | Kuwait          | 1   | 0     | 0      | 1     |
| 17   | Siria           | 1   | 0     | 0      | 1     |
| 20   | Irán            | 0   | 6     | 2      | 8     |
| 21   | Sri Lanka       | 0   | 1     | 5      | 6     |
| 22   | Irak            | 0   | 1     | 1      | 2     |
| 22   | Tayikistán      | 0   | 1     | 1      | 2     |
| 24   | Jordania        | 0   | 0     | 3      | 3     |
| 24   | Mongolia        | 0   | 0     | 3      | 3     |
| 26   | Baréin          | 0   | 0     | 1      | 1     |
| 26   | Kirguistán      | 0   | 0     | 1      | 1     |
| 26   | Macao           | 0   | 0     | 1      | 1     |
| 26   | Yemen           | 0   | 0     | 1      | 1     |

- Datos: Q16605919